# Lowestoft
Lowestoft är en stad och civil parish, i distriktet East Suffolk, i grevskapet Suffolk i östra delen av England i Storbritannien. Den är Storbritanniens östligaste stad. Rockbanden The Darkness och Stone Gods kommer härifrån. Staden hade 71 327 invånare år 2021. Civil parish hade 47 879 invånare år 2021.
Lowestoft var tidigare främst känt för sitt omfattande fiske, skeppsbyggeri samt motor- och textilindustri. Här fanns även ett populärt havsbad. Jakob II av England besegrade 1665 en holländsk flotta under befäl av Jacob van Wassenaer Obdam i slaget vid Lowestoft.
Bryggeriet Green Jack Brewery ligger i Lowestoft.